# Nordstaulen
Nordstaulen est une localité du comté de Nordland, en Norvège.

## Géographie
Administrativement, Nordstaulen fait partie de la kommune de Herøy.